# Waga płaczu

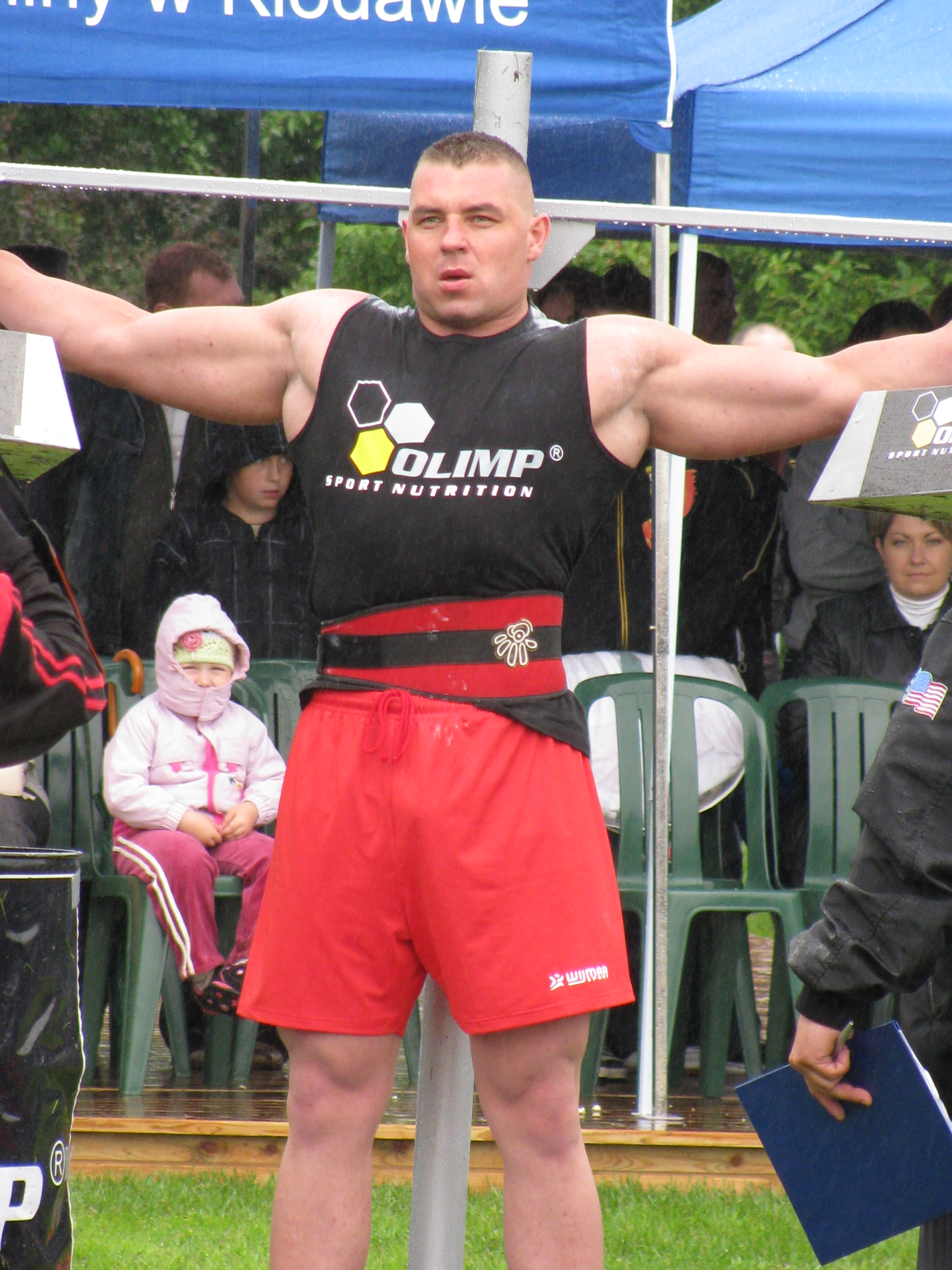
Waga płaczu bokiem. Na zdjęciu Marcin Wlizło.

Waga płaczu (ang. Crucifix Hold) – konkurencja zawodów siłaczy.
Zadaniem zawodnika jest utrzymanie ciężaru w wyprostowanych rękach, odchylonych od ciała o kąt około 90 stopni, w jak najdłuższym czasie. Nazwa konkurencji pochodzi od pozycji, w jakiej ustawiają się podczas jej wykonywania zawodnicy, oraz tego, że dłuższe utrzymanie się tej w tej pozycji sprawia zawodnikowi ból.
Konkurencja jest rozgrywana w dwóch wariantach:
- Jako waga płaczu przodem[1]; zawodnik trzyma oburącz przed sobą jeden ciężar. Opuszczenie ciężaru kończy konkurencję.
- Jako waga płaczu bokiem[2]; zawodnik trzyma w rozłożonych ramionach dwa ciężary, po jednym w każdej dłoni. Opuszczenie któregokolwiek z ciężarów kończy konkurencję.